# 第3朵玫瑰
《第3朵玫瑰》（英語：Youth Without Youth）是一部2007年美國奇幻劇情片，改編自米尔恰·伊利亚德的1997年中篇小說《沒有青春的青春》，講述一則充滿謎團的愛情故事。以二戰歐洲為背景，一位教授因一場災難事件而改變，並探索生命的奧秘。由弗朗西斯·科波拉執導兼編劇，這也是他自1997年的《約翰葛里遜之造雨人》後相隔十年首度執導的電影。
主演包括提姆·羅斯、布魯諾·岡茨、亞莉山卓·瑪莉亞羅娜、安德烈·海尼克、馬賽·尤瑞斯和亞德里恩·平提亞。
《第三朵玫瑰》於2007年10月20日在羅馬影展舉行全球首映。索尼经典电影定於2007年12月14日美國上映，德國於2008年7月10上映；定於2007年10月26日義大利上映，法國則由百代電影公司定於2007年11月14日上映。科波拉受訪時說，他製作該片是為了對時間和意識進行冥想，認為這是「不斷變化的幻象織錦」，但他表示，該片也可以當成一部美麗的愛情或懸疑故事來欣賞。

## 演員
- 提姆·羅斯飾演多明尼克·馬泰（Dominic Matei）
- 布魯諾·岡茨飾演斯坦丘列斯庫教授（Professor Stanciulescu）
- 亞莉山卓·瑪莉亞羅娜飾演蘿拉（Laura）
- 安德烈·海尼克（英语：André Hennicke）飾演約瑟夫·魯道夫（Josef Rudolf）
- 馬賽·尤瑞斯（英语：Marcel Iureș）飾演朱塞佩·圖齊教授（Professor Giuseppe Tucci）
- 亞德里恩·平提亞（英语：Adrian Pintea）飾演潘迪特（Pandit）
- 麥特·戴蒙飾演泰德·瓊斯（Ted Jones，未掛名）
- 亞莉山卓·皮里奇（Alexandra Pirici）飾演6號房間的女人

## 外部連結
- 互联网电影数据库（IMDb）上《第3朵玫瑰》的资料（英文）
- 豆瓣电影上《第3朵玫瑰》的資料 （简体中文）